# Stratiomys longifrons
Stratiomys longifrons är en tvåvingeart som beskrevs av Camillo Rondani 1848. Stratiomys longifrons ingår i släktet Stratiomys och familjen vapenflugor. Inga underarter finns listade i Catalogue of Life.